# Viação Novacap
Viação Novacap é uma empresa brasileira de transporte coletivo urbano da cidade do Rio de Janeiro. É uma concessionária municipal filiada ao Rio Ônibus.
Seu nome vem da contração das palavras “Nova Capital”, em homenagem à nova capital do país, Brasília, inaugurada em 21 de abril de 1960. Está sediada em Vila Valqueire.

## História
Fundada em maio de 1961 por Marinho José de Amorim, em 1981 adquirida pelo atual grupo de sócios, possuindo uma das frotas mais novas do município do Rio de Janeiro com idade média de 2,2 anos. A Novacap é a quarta empresa do Rio de Janeiro que mais transporta gratuidades (idosos, estudantes da rede pública, deficientes, etc).
Em 2015, a empresa possuía frota com 145 ônibus e empregava 784 funcionários, atuando na ligação entre bairros do subúrbio da Zona Norte.
Após a padronização imposta pelo poder público municipal em 2010, deixou suas cores originais e adotou as cores dos consórcios Internorte e Transcarioca. A empresa voltou a usar suas cores originais (azul marinho, branco e laranja) quando ocorreu a despadronização no mandato do prefeito Marcelo Crivella.

## Anos atuais
A Novacap hoje possui uma excelente frota de ônibus novos equipados com Ar-condicionado e USB. A empresa possui uma boa relação com seus passageiros através do contato rápido e fácil através do Facebook.

### Frota nova
Mesmo a empresa não medindo esforços para colocar ônibus novos na rua no dia 14 de fevereiro de 2019 um dos ônibus da Novacap foi incendiado na Rua Francisco Manuel, em Benfica. O ônibus era novo com menos de 4 meses de uso.

## Recuperação judicial
A empresa entrou em recuperação judicial em 14 de setembro de 2021. O motivo, é que a viação enfrenta bloqueios judiciais e descontos na receita com o vale-transporte.  Devido ao processo de Recuperação Judicial, no final do ano de 2023 a empresa estava com frota de 135 veículos e aproximadamente 475 empregados.